# Piper aristolochiphyllum
Piper aristolochiphyllum är en pepparväxtart som beskrevs av Eduardo Quisumbing y Argüelles. Piper aristolochiphyllum ingår i släktet Piper och familjen pepparväxter. Inga underarter finns listade i Catalogue of Life.